# Simple Network Management Protocol
| Familie: | Internetprotokollfamilie                                            |                 |                 |                 |                 |
| Einsatzgebiet: | Netzwerkverwaltung                                                  |                 |                 |                 |                 |
| Neueste Version: | SNMPv3                                                              |                 |                 |                 |                 |
| Ports: | 161/UDP 162/UDP (Trap)                                              |                 |                 |                 |                 |
| \| Anwendung \| SNMP \| SNMP \| SNMP \| SNMP \| SNMP \| \| ---------- \| --------------- \| --------------- \| --------------- \| --------------- \| --------------- \| \| Transport \| UDP \| UDP \| UDP \| UDP \| UDP \| \| Internet \| IP (IPv4, IPv6) \| IP (IPv4, IPv6) \| IP (IPv4, IPv6) \| IP (IPv4, IPv6) \| IP (IPv4, IPv6) \| \| Netzzugang \| Ethernet \| Token Bus \| Token Ring \| FDDI \| … \| |                                                                     |                 |                 |                 |                 |
| Standards: | RFC 1157 (SNMP, 1990) RFC 3410 bis 3418 (SNMPv3, 2002) (siehe Text) |                 |                 |                 |                 |
| Anwendung | SNMP                                                                | SNMP            | SNMP            | SNMP            | SNMP            |
| Transport | UDP                                                                 | UDP             | UDP             | UDP             | UDP             |
| Internet | IP (IPv4, IPv6)                                                     | IP (IPv4, IPv6) | IP (IPv4, IPv6) | IP (IPv4, IPv6) | IP (IPv4, IPv6) |
| Netzzugang | Ethernet                                                            | Token Bus       | Token Ring      | FDDI            | …               |

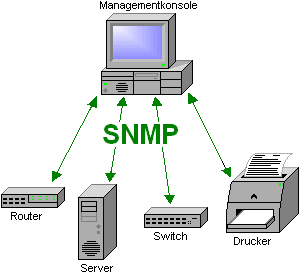
Überwachung der Netzwerkkomponenten von der Managementkonsole aus

Das Simple Network Management Protocol (SNMP; deutsch „Einfaches Netzwerkverwaltungsprotokoll“) ist ein Netzwerkprotokoll, das von der IETF entwickelt wurde, um Netzwerkelemente (z. B. Router, Server, Switches, Drucker, Computer usw.) von einer zentralen Station aus überwachen und steuern zu können. Das Protokoll regelt dabei die Kommunikation zwischen den überwachten Geräten und der Überwachungsstation. SNMP beschreibt den Aufbau der Datenpakete, die gesendet werden können und den Kommunikationsablauf. Es wurde dabei so ausgelegt, dass jedes netzwerkfähige Gerät mit in die Überwachung aufgenommen werden kann. Zu den Aufgaben des Netzwerkmanagements, die mit SNMP möglich sind, zählen:
- Überwachung von Netzwerkkomponenten,
- Fernsteuerung und Fernkonfiguration von Netzwerkkomponenten,
- Fehlererkennung und Fehlerbenachrichtigung.

Durch seine Einfachheit, Modularität und Vielseitigkeit hat sich SNMP zum Standard entwickelt, der sowohl von den meisten Managementprogrammen als auch von Endgeräten unterstützt wird.

## Funktionsweise

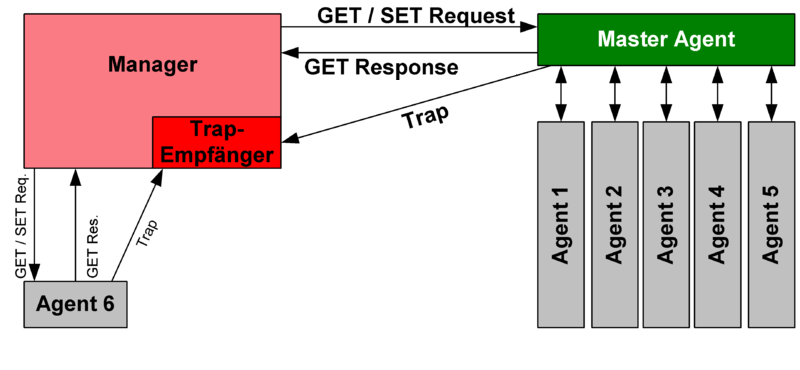
Wie SNMP funktioniert.

Zur Überwachung werden sogenannte Agenten eingesetzt. Dabei handelt es sich um Programme, die direkt auf den überwachten Geräten laufen, oder um Hardware, welche die gleichen Aufgaben erfüllt. Diese Programme/Geräte sind in der Lage, den Zustand des Netzwerkgerätes zu erfassen und auch selbst Einstellungen vorzunehmen oder Aktionen auszulösen. Mit Hilfe von SNMP ist es möglich, dass die zentrale Managementstation mit den Agenten über ein Netzwerk kommunizieren kann. Dazu gibt es sieben verschiedene Datenpakete, die gesendet werden können:
GET-REQUEST
zum Anfordern eines Management-Datensatzes.
GETNEXT-REQUEST
um den nachfolgenden Datensatz abzurufen (um Tabellen zu durchlaufen).
GETBULK (ab SNMPv2)
um eine angegebene Anzahl an Datensätzen auf einmal abzurufen, ähnelt mehreren GETNEXT-REQUEST.
SET-REQUEST
um einen oder mehrere Datensätze eines Netzelementes zu verändern. Manchmal verlangt ein Netzelement die gleichzeitige Änderung mehrerer Datensätze, um die Konsistenz zu überprüfen. Beispielsweise erfordert die Konfiguration einer IP-Adresse die gleichzeitige Angabe der Netzwerkmaske.
GET-RESPONSE
Antwort auf eines der vorherigen Pakete.
TRAP
unaufgeforderte Nachricht von einem Agenten an den Manager, dass ein Ereignis eingetreten ist. Programme wie Wireshark, die zum Dekodieren von Protokollen wie SNMP benutzt werden, nennen dieses Datenpaket auch REPORT. Ein TRAP kann auch geschickt werden, wenn die in einem SET-REQUEST-Paket beschriebene(n) Datensatzänderung(en) nicht durchgeführt werden konnte(n), und nicht nur, um eine Fehlfunktion (z. B. einen Defekt eines Moduls eines Netzelements) zu melden.
INFORM-REQUEST
aufgebaut wie ein Trap, nur dass dieser vom Empfänger quittiert wird.
Die drei GET-Pakete (GET, GETNEXT, GETBULK) können vom Manager zu einem Agenten gesendet werden, um Daten über die jeweilige Station anzufordern. Dieser antwortet mit einem GET-RESPONSE-Paket, das entweder die angeforderten Daten oder eine Fehlermeldung enthält.
Mit dem SET-REQUEST-Paket kann ein Manager Werte beim Agenten verändern. Damit ist es möglich, Einstellungen vorzunehmen oder Aktionen auszulösen. Der Agent bestätigt die Übernahme der Werte ebenfalls mit einem GET-RESPONSE-Paket.
Wenn der Agent bei der Überwachung des Systems einen Fehler erkennt, kann er diesen mit Hilfe eines TRAP-Paketes unaufgefordert an die Management-Station melden. Diese Pakete werden nicht vom Manager bestätigt. Der Agent kann daher nicht feststellen, ob das gesendete TRAP-Paket beim Manager angekommen ist.
Damit die Netzwerkbelastung gering bleibt, wird zum Versenden der Nachrichten das verbindungslose Protokoll UDP verwendet. Der Agent und der Manager kommunizieren (Requests/Responses) auf dem Port 161, während der Port 162 zum Empfangen der TRAP-Meldungen vorgeschrieben ist.

## Management Information Base
Zum Rahmenwerk des SNMP-basierten Management gehört nicht nur das Protokoll, sondern auch die Repräsentation der Datenbasis, die im Netzwerkgerät vorhanden ist und die man als „Management Information Base“ oder abgekürzt als „MIB“ bezeichnet.

## Versionen

### Version 1
Die erste Version von SNMP wurde 1988 in den folgenden RFCs definiert:
- RFC: <a href='https://datatracker.ietf.org/doc/html/rfc1155' class='extiw' title='rfc:1155'>1155</a> – Structure and Identification of Management Information for TCP/IP-based internets. 1988 (löst <a href='https://datatracker.ietf.org/doc/html/rfc1065' class='extiw' title='rfc:1065'>RFC 1065</a> ab, englisch).
- RFC: <a href='https://datatracker.ietf.org/doc/html/rfc1156' class='extiw' title='rfc:1156'>1156</a> – Management Information Base for Network Management of TCP/IP-based internets. 1988 (löst <a href='https://datatracker.ietf.org/doc/html/rfc1066' class='extiw' title='rfc:1066'>RFC 1066</a> ab, englisch).
- RFC: <a href='https://datatracker.ietf.org/doc/html/rfc1157' class='extiw' title='rfc:1157'>1157</a> – A Simple Network Management Protocol. 1988 (löst <a href='https://datatracker.ietf.org/doc/html/rfc1067' class='extiw' title='rfc:1067'>RFC 1067</a> ab, ersetzte auch RFC 1098, englisch).

Das Hauptproblem der ersten Version ist die unzureichende Sicherheit bei der Übertragung. Eines der Probleme ist die unverschlüsselte Übertragung des Passwortes, dadurch kann es leicht abgehört und durch unberechtigte Parteien verwendet werden.

### Secure SNMP
Das gestiegene Bedürfnis nach Sicherheit führte dazu, dass 1992 drei RFCs über SNMPsec (Secure SNMP) veröffentlicht wurden.
- RFC: <a href='https://datatracker.ietf.org/doc/html/rfc1351' class='extiw' title='rfc:1351'>1351</a> – SNMP Administrative Model. (englisch).
- RFC: <a href='https://datatracker.ietf.org/doc/html/rfc1352' class='extiw' title='rfc:1352'>1352</a> – SNMP Security Protocols. (englisch).
- RFC: <a href='https://datatracker.ietf.org/doc/html/rfc1353' class='extiw' title='rfc:1353'>1353</a> – Definitions of Managed Objects for Administration of SNMP Parties. (englisch).

Diese Version wurde nie eingeführt, sondern durch SNMPv2 ersetzt.

### Party-Based SNMP Version 2 (SNMPv2p)
1993 wurde SNMPv2p von der IETF veröffentlicht. Es verbesserte SNMPv1 in puncto Sicherheit und Vertraulichkeit, durch die Verschlüsselung des Community-String und führte eine Kommunikation zwischen verschiedenen Managern ein. Durch den neuen GetBulk-Befehl wurde das Abfragen von Tabellen erheblich erleichtert.
- RFC: <a href='https://datatracker.ietf.org/doc/html/rfc1441' class='extiw' title='rfc:1441'>1441</a> – Introduction to version 2 of the Internet-standard Network Management Framework. (englisch).
- RFC: <a href='https://datatracker.ietf.org/doc/html/rfc1445' class='extiw' title='rfc:1445'>1445</a> – Administrative Model for version 2 of the Simple Network Management Protocol (SNMPv2). (englisch).
- RFC: <a href='https://datatracker.ietf.org/doc/html/rfc1446' class='extiw' title='rfc:1446'>1446</a> – Security Protocols for version 2 of the Simple Network Management Protocol (SNMPv2). (englisch).
- RFC: <a href='https://datatracker.ietf.org/doc/html/rfc1447' class='extiw' title='rfc:1447'>1447</a> – Party MIB for version 2 of the Simple Network Management Protocol (SNMPv2). (englisch).

Diese Version wird heute nicht mehr verwendet.

### User-Based SNMP Version 2 (SNMPv2u)
Bei SNMPv2u versucht man durch Benutzernamen die Sicherheit zu erhöhen.
- RFC: <a href='https://datatracker.ietf.org/doc/html/rfc1909' class='extiw' title='rfc:1909'>1909</a> – An Administrative Infrastructure for SNMPv2. (englisch).
- RFC: <a href='https://datatracker.ietf.org/doc/html/rfc1910' class='extiw' title='rfc:1910'>1910</a> – User-based Security Model for SNMPv2. (englisch).

Diese Version wird heute nicht mehr verwendet.

### Community-Based SNMP Version 2 (SNMPv2c)
SNMPv2c ist bezüglich Sicherheit auf dem Stand von SNMPv1. Es ist lediglich erweitert um ein paar zusätzliche Funktionen, die es bereits bei SNMPv2p gab:
- Tabellen müssen nicht mehr mit dem GetNext-Befehl durchlaufen werden, sondern können mit dem GetBulk-Befehl auf einmal geholt werden.
- Kommunikation zwischen verschiedenen Managern.

Diese Version hat sich durchgesetzt und breite Akzeptanz erfahren. Wenn heutzutage von SNMPv2 gesprochen wird, ist meistens diese Version gemeint.
- RFC: <a href='https://datatracker.ietf.org/doc/html/rfc1901' class='extiw' title='rfc:1901'>1901</a> – Introduction to Community-based SNMPv2. (englisch).
- RFC: <a href='https://datatracker.ietf.org/doc/html/rfc1905' class='extiw' title='rfc:1905'>1905</a> – Protocol Operations for version 2 of the Simple Network Management Protocol (SNMPv2). (löst <a href='https://datatracker.ietf.org/doc/html/rfc1448' class='extiw' title='rfc:1448'>RFC 1448</a> ab, englisch).
- RFC: <a href='https://datatracker.ietf.org/doc/html/rfc1906' class='extiw' title='rfc:1906'>1906</a> – Transport Mappings for version 2 of the Simple Network Management Protocol (SNMPv2). (löst <a href='https://datatracker.ietf.org/doc/html/rfc1449' class='extiw' title='rfc:1449'>RFC 1449</a> ab, englisch).

### Version 3
SNMP-Versionen 1 und 2c bieten fast keine Sicherheitsmechanismen. Daher stammt auch die scherzhafte Deutung der Abkürzung SNMP als „Security is not my problem“ (Sicherheit ist nicht mein Problem). In der aktuellen Version 3 wurden die Sicherheitsmechanismen deutlich ausgebaut. Die damit einhergehende gestiegene Komplexität (z. B. Schlüsselverwaltung) hat aber dazu geführt, dass SNMPv3 noch nicht so weit verbreitet ist wie SNMPv2.
SNMP in der neuesten Version 3 wird durch eine Reihe neuer RFCs definiert (die Spezifizierung erfolgte im Dezember 2002):
- RFC: <a href='https://datatracker.ietf.org/doc/html/rfc3410' class='extiw' title='rfc:3410'>3410</a> – Introduction and Applicability Statements for Internet-Standard Management Framework. Dezember 2002 (englisch).
- RFC: <a href='https://datatracker.ietf.org/doc/html/rfc3411' class='extiw' title='rfc:3411'>3411</a> – An Architecture for Describing Simple Network Management Protocol (SNMP) Management Frameworks. Dezember 2002 (englisch).
- RFC: <a href='https://datatracker.ietf.org/doc/html/rfc3412' class='extiw' title='rfc:3412'>3412</a> – Message Processing and Dispatching for the Simple Network Management Protocol (SNMP). Dezember 2002 (englisch).
- RFC: <a href='https://datatracker.ietf.org/doc/html/rfc3413' class='extiw' title='rfc:3413'>3413</a> – Simple Network Management Protocol (SNMP) Applications. Dezember 2002 (englisch).
- RFC: <a href='https://datatracker.ietf.org/doc/html/rfc3414' class='extiw' title='rfc:3414'>3414</a> – User-based Security Model (USM) for version 3 of the Simple Network Management Protocol (SNMPv3). Dezember 2002 (englisch).
- RFC: <a href='https://datatracker.ietf.org/doc/html/rfc3415' class='extiw' title='rfc:3415'>3415</a> – View-based Access Control Model (VACM) for the Simple Network Management Protocol (SNMP). Dezember 2002 (englisch).
- RFC: <a href='https://datatracker.ietf.org/doc/html/rfc3416' class='extiw' title='rfc:3416'>3416</a> – Version 2 of the Protocol Operations for the Simple Network Management Protocol (SNMP). Dezember 2002 (englisch).
- RFC: <a href='https://datatracker.ietf.org/doc/html/rfc3417' class='extiw' title='rfc:3417'>3417</a> – Transport Mappings for the Simple Network Management Protocol (SNMP). Dezember 2002 (englisch).
- RFC: <a href='https://datatracker.ietf.org/doc/html/rfc3418' class='extiw' title='rfc:3418'>3418</a> – Management Information Base (MIB) for the Simple Network Management Protocol (SNMP). Dezember 2002 (englisch).

## Paketaufbau (SNMPv1)
Die Beschreibung der SNMP-Pakete erfolgt durch ASN.1, die Kodierung für den Transport über das Netzwerk mittels Basic Encoding Rules (BER). Die meisten SNMP-Pakete sind identisch aufgebaut. Lediglich bei Trap-Meldungen werden im PDU-Header teilweise andere Informationen versendet.
| SNMP-Paket-Header | SNMP-Paket-Header | PDU-Header                | PDU-Header | PDU-Header   | PDU-Header   | PDU-Body           | PDU-Body           | PDU-Body | PDU-Body           |
| ----------------- | ----------------- | ------------------------- | ---------- | ------------ | ------------ | ------------------ | ------------------ | -------- | ------------------ |
| Versionsnummer    | Community-Name    | Pakettyp (Get, GetNext …) | RequestID  | Fehlerstatus | Fehler-Index | Variable Bindung 1 | Variable Bindung 2 | …        | Variable Bindung n |

Der Paketaufbau eines SNMPv1-Pakets enthält keine Größenangabe, da jedes Feld mit Hilfe von ASN.1 in das Type-Length-Value-Format gebracht wird.

### SNMP-Paket Header
Im Header wird die Versionsnummer (SNMPv1, SNMPv2 oder SNMPv3) und der Community Name übertragen.
Durch das Zuweisen von Communities werden Zugriffsrechte vergeben. In den meisten Fällen wird für lesenden Zugriff (read-only) standardmäßig der Community Name „public“, für Schreib-/Lesezugriff (read-write) „private“ verwendet.
Da diese beiden Community Names als Standardeinstellung bekannt sind, sollten diese geändert werden. Allerdings erhöht dies die Sicherheit nicht zwangsläufig, da die Community Namen als Klartext über das Netzwerk übertragen werden.

### PDU-Header (Nicht-Trap-Pakete)
Im ersten Teil des PDU-Headers wird die Art des SNMP-Paketes und die Größe der PDU übertragen. Der Aufbau des zweiten Teils hängt von der Art des SNMP-Paketes ab.
Damit Antwortpakete den vorherigen Anfragen zugeordnet werden können, gibt es die Request ID, welche bei Anfrage und Antwort identisch sind. Damit ist es möglich, mehrere Anfragen zu verschicken und die Antworten wieder richtig zuzuordnen.
Der Fehlerstatus und -index wird dazu verwendet, bei Antwortpaketen mitzuteilen, warum eine Anfrage nicht bearbeitet werden konnte. Solange kein Fehler auftritt, sind die beiden Felder mit dem Wert Null belegt. Im Fehlerfall gibt der Fehlerindex an, beim wievielten Datensatz der Fehler auftrat. Mit dem Fehlerstatus wird der Grund des Fehlers angegeben. Der Fehlerstatus kann bei SNMPv1 einen von 6 möglichen Werten haben:
- kein Fehler
- Paket ist zu groß zum Versenden
- die OID wird nicht unterstützt
- falscher Datentyp oder Wert (nur als Antwort auf Set-Pakete möglich)
- nur Lesezugriff (nur als Antwort auf Set-Pakete möglich)
- unbekannter Generierungsfehler

### PDU-Header (Trap-Pakete)
Die ersten beiden Felder des PDU-Headers sind bei Traps identisch mit denen anderer SNMP-Pakete. Das Feld Pakettyp gibt an, dass es sich um einen Trap handelt. Im zweiten Teil werden andere Werte übertragen, die nur bei Traps benötigt werden.
| PDU-Header      | PDU-Header                                  | PDU-Header               | PDU-Header        | PDU-Header               | PDU-Header                                    |
| --------------- | ------------------------------------------- | ------------------------ | ----------------- | ------------------------ | --------------------------------------------- |
| Pakettyp (Trap) | OID des Gerätes, das den Trap generiert hat | IP-Adresse des Absenders | allgemeine TrapID | firmenspezifische TrapID | Zeitpunkt des Auftretens des Trap-Ereignisses |

Zum Erkennen, von wem die Nachricht kommt, wird die IP-Adresse des Absenders und dessen herstellerspezifische OID (1.3.6.1.4.1.*) mitgesendet. Die OID gibt an, um was für ein Gerät es sich handelt. Das ist wichtig zu wissen, wenn es sich um einen firmenspezifischen Trap handelt, der nur für diesen Gerätetyp gilt.
Danach folgt die allgemeine TrapID. Es gibt sieben mögliche allgemeine TrapIDs:
| Bezeichnung                                      | Wert in der Trap-PDU |
| ------------------------------------------------ | -------------------- |
| Kaltstart (coldStart)                            | 0                    |
| Warmstart (warmStart)                            | 1                    |
| Link Down (linkDown)                             | 2                    |
| Link Up (linkUp)                                 | 3                    |
| Authentifizierungsfehler (authenticationFailure) | 4                    |
| EGP-Nachbar verloren (egpNeighborLoss)           | 5                    |
| firmenspezifisch (enterpriseSpecific)            | 6                    |

Wird im Feld „TrapID“ „firmenspezifisch (enterpriseSpecific)“ angegeben, so wird die ID der firmenspezifischen Trap im nachfolgenden Feld übertragen.
Da es möglich ist, dass Trap-Pakete nicht in der Reihenfolge eintreffen, wie sie versendet wurden, gibt es zusätzlich noch eine Zeitangabe, die auf Hundertstelsekunden genau angibt, wie lang der SNMP-Agent gelaufen ist, bis das Trap-Ereignis auftrat. Dadurch ist es möglich die Trap-Ereignisse in die zeitlich richtige Reihenfolge zu bringen.

### PDU-Body
Im PDU-Body werden die eigentlichen Werte übertragen. Jeder Wert wird in einer sogenannten Variable Binding übertragen:
| OID  | Variable Binding |
| Wert | Variable Binding |

Zu einer Variable Binding gehören deren OID und der Wert selber.
Es gibt keine Vorgabe, wie viele Variable Bindings im PDU-Body mitgeschickt werden dürfen. Es ist also möglich, mehrere Werte mit einem Get-Befehl abzufragen. Wenn aber das Antwortpaket dabei zu groß wird, kann es passieren, dass die entsprechende Fehlermeldung im Antwortpaket zurückgeschickt wird.
Bei Traps ist es auch möglich, dass keine Variable Bindings mitgeschickt werden. In dem Fall wird die TrapID als ausreichende Information angesehen.
Im SNMP-Paket ist keine Angabe vorgesehen, welche die Anzahl an mitgeschickten Variable Bindings angibt. Das lässt sich nur über die Größenangabe des PDU-Bodys und der Größenangabe der einzelnen Variable Bindings herausfinden.

## Sicherheitsprobleme
Ein Nachteil von SNMP Version 1 bis 2c ist die fehlende Sicherheit. Diese Versionen von SNMP unterstützen keine Anmeldung mit Kennwort und Benutzernamen, es werden sogenannte Communities verwendet. Diese haben jedoch den Nachteil, dass jeder User im Netzwerk mit einem passenden Programm Systeminformationen auslesen und sogar Werte verändern kann.
Communities sind einfache Namen, wie zum Beispiel „PUBLIC“ (darf nur lesen) oder „PRIVATE“ (darf auch schreiben), die mit der Anfrage zusammen vom SNMP-Service übermittelt werden. Sie sind nichts anderes als ein vorher vereinbarter Schlüssel (Pre-shared keys).
Man kann natürlich auch sehr lange und komplizierte Community-Namen verwenden. Das ist allerdings von begrenztem Nutzen, da SNMP-Pakete nicht verschlüsselt sind und deshalb sehr einfach von einem Angreifer „gesnifft“ (abgehört) werden können.
Allowed Host: 
Es gibt jedoch die Möglichkeit, die IP-Adressen der Systeme einzuschränken, die mit einem überwachten SNMP-System Kontakt aufnehmen dürfen. Das ist ein relativ einfacher Schutz, der sich jedoch möglicherweise mit ARP-Spoofing und IP-Spoofing aushebeln lässt.
Management-Schutz: 
Seit Anfang der 1990er Jahre ist es üblich, dass man für die Überwachung der Systeme ein eigenes Netzwerk erstellt, um den Nutzdaten-Verkehr vom Management-Verkehr zu trennen. Dies wird Out-of-Band genannt. Verkehr, der über das herkömmliche Datennetz fließt, wird als Inband-Kommunikation bezeichnet.
Read Only: 
Es besteht auch die Möglichkeit, auf gewisse Systeme ein „Read Only“ zu vergeben. Somit kann jedes Überwachungsgerät nur lesen. Das wird häufig bei Routern verwendet.
SNMP Version 3 bietet unter anderem Verschlüsselung und eine bessere Authentifizierung, was zurzeit aber wegen der höheren Komplexität oft nicht genutzt wird.